# Факих
Факи́х (араб. فقيه — знающий) — исламский богослов-законовед, знаток фикха.

## История
Понятие «факих» сложилось во второй половине VII века. Оно связано прежде всего с деятельностью богословско-правовых школ Хиджаза и Ирака, которые стремились разработать нормы исламского образа жизни на основе Корана и сунны. Первые факихи принадлежали в основном к городской торгово-ремесленной среде и средства существования получали из источников, никак не связанных с богословием. Для них это было только частью исполнения религиозного долга и благочестивым занятием. По мере быстрого увеличения необходимого объёма знаний росло число людей, профессионально занимавшихся фикхом (преподаватели, ходатаи по делам, составители бумаг, писцы и др.). Профессиональное знание фикха было также необходимо для судей (кади) и чиновников.
К IX веку факихи представляли уже влиятельный слой городского населения, с которым приходилось считаться правителям. Они оказывали большое влияние на политическую и общественную жизнь исламских государств, так как кандидаты на различные государственные должности назначались в основном из их среды.

## Настоящее[когда?]время
В настоящее[когда?] время факихи продолжают сохранять своё влияние. Там, где сильны позиции ислама, сильным является и влияние факихов. В популярной литературе факихов условно приравнивают к духовенству. Современные[когда?] факихи не имеют никаких социальных привилегий; одновременно с занятиями богословскими науками для них допустимы все виды деятельности.